# Lucanus dongi
Lucanus dongi là một loài bọ cánh cứng trong họ Lucanidae. Loài này được Maeda mô tả khoa học năm 2010.